# Ōra
Ōra (jap. 邑楽町 Ōra-machi) – miasto w Japonii, na wyspie Honsiu, w prefekturze Gunma. Według danych na rok 2020 miejscowość zamieszkiwało 25 522 mieszkańców , a gęstość zaludnienia wyniosła 820,4 os./km².